# 夏夫特 (加利福尼亞州馬林縣)
夏夫特（英語：Shafter）是位於美國加利福尼亞州馬林縣的一個非建制地區。該地的面積和人口皆未知。

## 地理
夏夫特的座標為38°00′16″N 122°42′31″W / 38.00444°N 122.70861°W，而該地的平均海拔高度為51米（即167英尺）。